# Guerra meteorologica
La guerra meteorologica è un tipo di guerra ibrida, non convenzionale, che prevede l'utilizzo di tecniche di modificazione del tempo atmosferico, come l'inseminazione delle nubi, per scopi militari.

## La guerra meteorologica nella storia
Gli Stati Uniti sono stati il primo paese ad alterare le condizioni atmosferiche di una nazione terza per scopi bellici. Nel corso della guerra del Vietnam, in quella che fu denominata l'operazione Popeye, l'Aviazione degli Stati Uniti utilizzò la tecnica dell'inseminazione delle nubi sui cieli sovrastanti il sentiero di Ho Chi Minh nell'aspettativa di prolungare la stagione di monsoni e di rallentare i movimenti di merci, combattenti e mezzi lungo lo stesso.
Gli Stati Uniti non riuscirono a bloccare del tutto l'utilizzo dello strategico sentiero da parte dei combattenti nordvietnamiti, ma l'operazione Popeye fu un successo nella misura in cui dimostrò la possibilità di alterare le condizioni meteorologiche di un paese terzo, allungando le piogge di oltre un mese e aggravando la loro torrenzialità fino al 30% rispetto alle medie stagionali .
Complici i risultati ottenuti dall'operazione Popeye, nel 1968, gli Stati Uniti tentarono una nuova militarizzazione del meteo in Vietnam, in occasione dell'assedio di Khe Sanh, questa volta avente come scopo la riduzione delle coltri di nebbia attorno agli obiettivi dell'Aviazione

## Il futuro della militarizzazione del meteo
Nel 1996 l'Aviazione degli Stati Uniti speculava sulle implicazioni per le operazioni di meteo-alterazione dell'allora emergente settore delle nanotecnologie. Nei documenti predittivi dell'Aviazione, che preconizzavano l'avvento di «tecnologie meteorologiche artificiali» e descrivevano il meteo come un «moltiplicatore della forza [di un esercito]» da sfruttare «nell'intero spettro degli ambienti bellici», la meteo-alterazione con mezzi alternativi al, e più efficaci del, cloud seeding era definita un obiettivo raggiungibile entro il primo quarto del Duemila.

## La guerra meteorologica e diritto internazionale
La militarizzazione del meteo è vietata dalla Convenzione sul divieto dell'uso di tecniche di modifica dell'ambiente a fini militari o ad ogni altro scopo ostile. La suddetta, che è entrata in vigore il 5 ottobre 1978, statuisce che «nell'effettuare distruzione, danni o lesioni non ci devono essere effetti diffusi su larga scala, che durino a lungo o siano troppo potenti [come quelli che causerebbe un'eventuale guerra meteorologica]».